# دی‌ای‌ان ۱۰۴۸–۳۹۵۶
دی‌ای‌ان ۱۰۴۸–۳۹۵۶ یک ستاره است که در صورت فلکی تلمبه قرار دارد.